# Dracophilus
Dracophilus es un género con cuatro especies de plantas de flores perteneciente a la familia Aizoaceae.

## Descripción
Las plantas del género Dracophilus crecen formando un  césped compacto con el tiempo. Una rama lleva de seis a ocho gruesas hojas triangulares. Su quilla y los bordes son redondeados o dentados, su epidermis es lisa. Las flores son de color blanco a púrpura con cinco sépalos. Los estambres inicialmente forman un cono vertical, que más tarde se convierte en un cilindro. El nectario forma un anillo de color marrón o naranja. El fruto es una cápsula y las semillas son planas.

## Taxonomía
El género fue descrito por Dinter & Schwantes y publicado en Möller's Deutsche Gärtner-Zeitung 42: 187. 1927. La especie tipo es: Dracophilus delaetianum (Dinter) Dinter & Schwantes
Etimología
Dracophilus: nombre genérico que deriva de las palabras griegas: δράκων (dracon) = "dragón" y θίλος (philos) = "amigo" y hace referencia a la ubicación de las primeras plantas en el parque nacional de Sperrgebiet situadas en la Montaña del Dragón.

## Especies
- Dracophilus dealbatus (N.E.Br.) Walgate
- Dracophilus delaetianum (Dinter) Dinter & Schwantes
- Dracophilus montis-draconis (Dinter) Schwantes
- Dracophilus proximus (L.Bolus) Walgate